# يحيى أحمد
يحيى أحمد هو دراج ماليزي، ولد في 7 أغسطس 1954.

## وصلات خارجية
- يحيى أحمد على موقع أرشيف الشارخ.
- يحيى أحمد على موقع أرشيف الدراجات (الإنجليزية)
- يحيى أحمد على موقع إحصائيات الدراجات الإحترافية (الإنجليزية)
- يحيى أحمد على موقع أوليمبيديا (الإنجليزية)